# إرنست هولير
إرنست هولير (بالألمانية: Ernst Hallier)‏ (و. 1831 – 1904 م) هو عالم نبات، وأستاذ جامعي من ألمانيا . ولد في هامبورغ .
توفي في داخاو ، عن عمر يناهز 73 عاماً.

## مناصب وهيئات
أدار جامعة يينا.